# Moneta dwunominałowa
Moneta dwunominałowa – moneta z umieszczonymi na niej dwoma nominałami, najczęściej z dwóch systemów monetarnych.
W numizmatyce polskiej istnieją dwa okresy, w których takie monety były bite i wprowadzane do obiegu, lata:
- 1832–1841 (okres tzw. monet polsko-rosyjskich) oraz
- 1842–1850 (okres tzw. monet rosyjsko-polskich).

Po utworzeniu na kongresie wiedeńskim w 1815 r. Królestwa Polskiego (Kongresowego) ustanowiono nową stopę menniczą i związany z nią system monetarny. Wprowadzono do obiegu monety: 1, 3, 5, 10 groszy polskich oraz 1, 2, 5, 10, 25, 50 złotych polskich. Regulacje te były jednak odmienne od odpowiednich regulacji obowiązujących w samej Rosji.
Po upadku powstania listopadowego rozpoczęto likwidację autonomii. W związku z tym w roku 1832 wprowadzono do obiegu pierwszą monetę dwunominałową 15 kopiejek – 1 złoty. W latach 1832–1841 wybijano monety według szeregu nominałowego obowiązującego wcześniej w Królestwie Kongresowym, a więc 1, 2, 5, 10 i 20 złotych, których nominały kopiejkowo-rublowe przedstawiały się odpowiednio: 15 kopiejek, 30 kopiejek, ¾ rubla, 1½ rubla i 3 ruble. Ponieważ monety były bite według szeregu nominałowego obowiązującego wcześniej w Królestwie Kongresowym, lata 1832–1841 określane są w numizmatyce polskiej jako okres monet polsko-rosyjskich.

Dwunominałowe monety polsko-rosyjskie
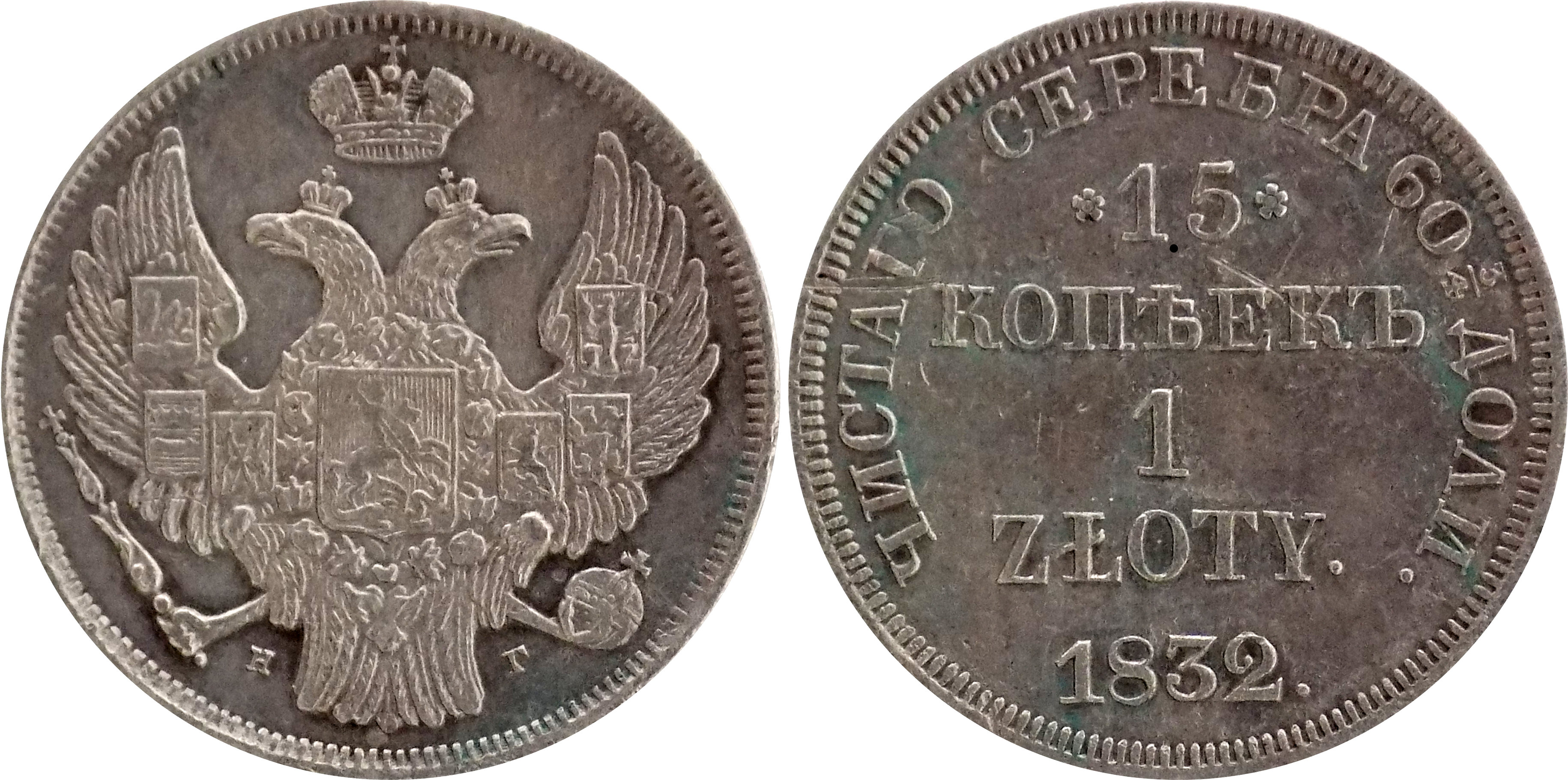
15 kopiejek – 1 złoty
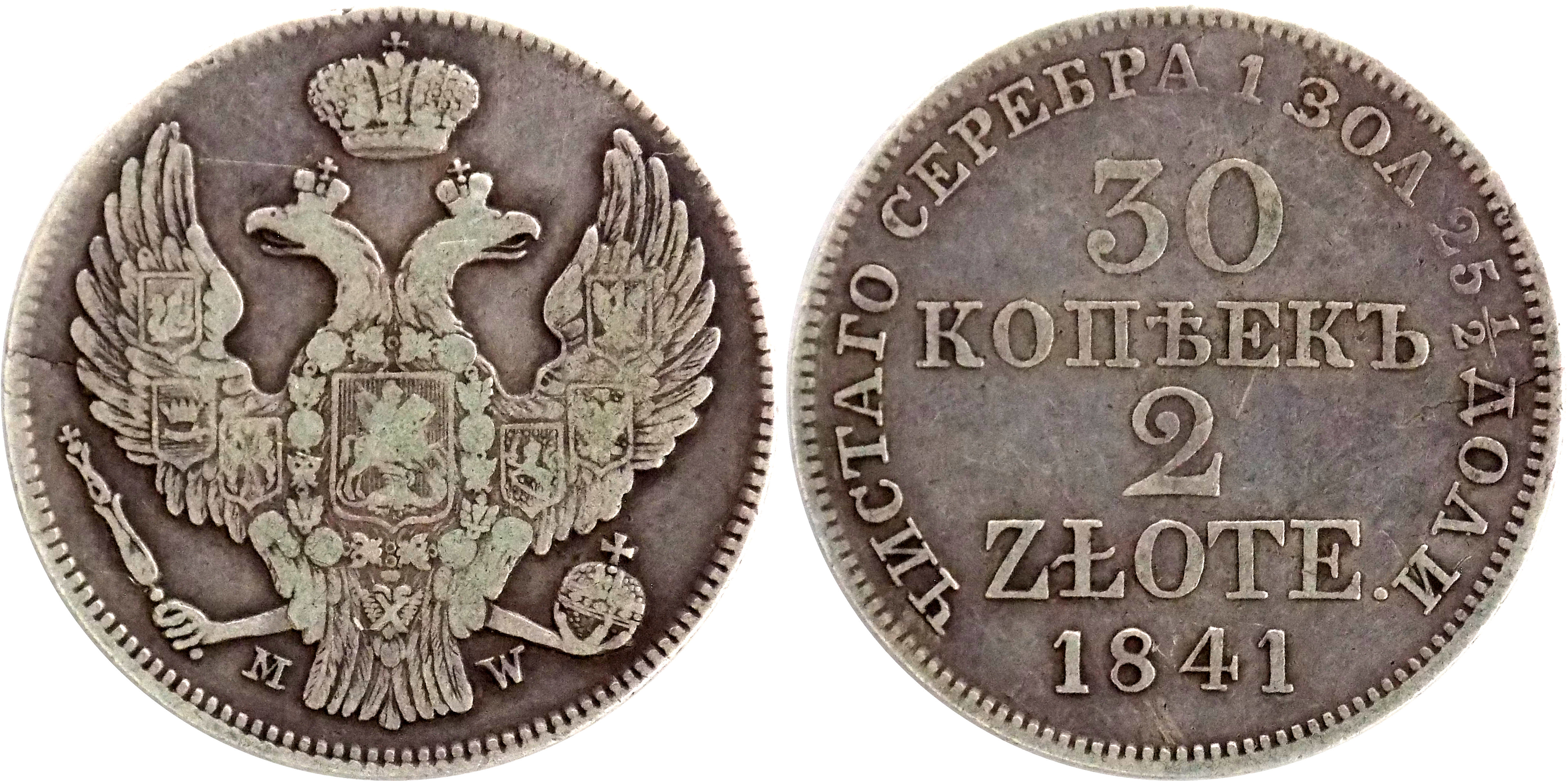
30 kopiejek 2 złote
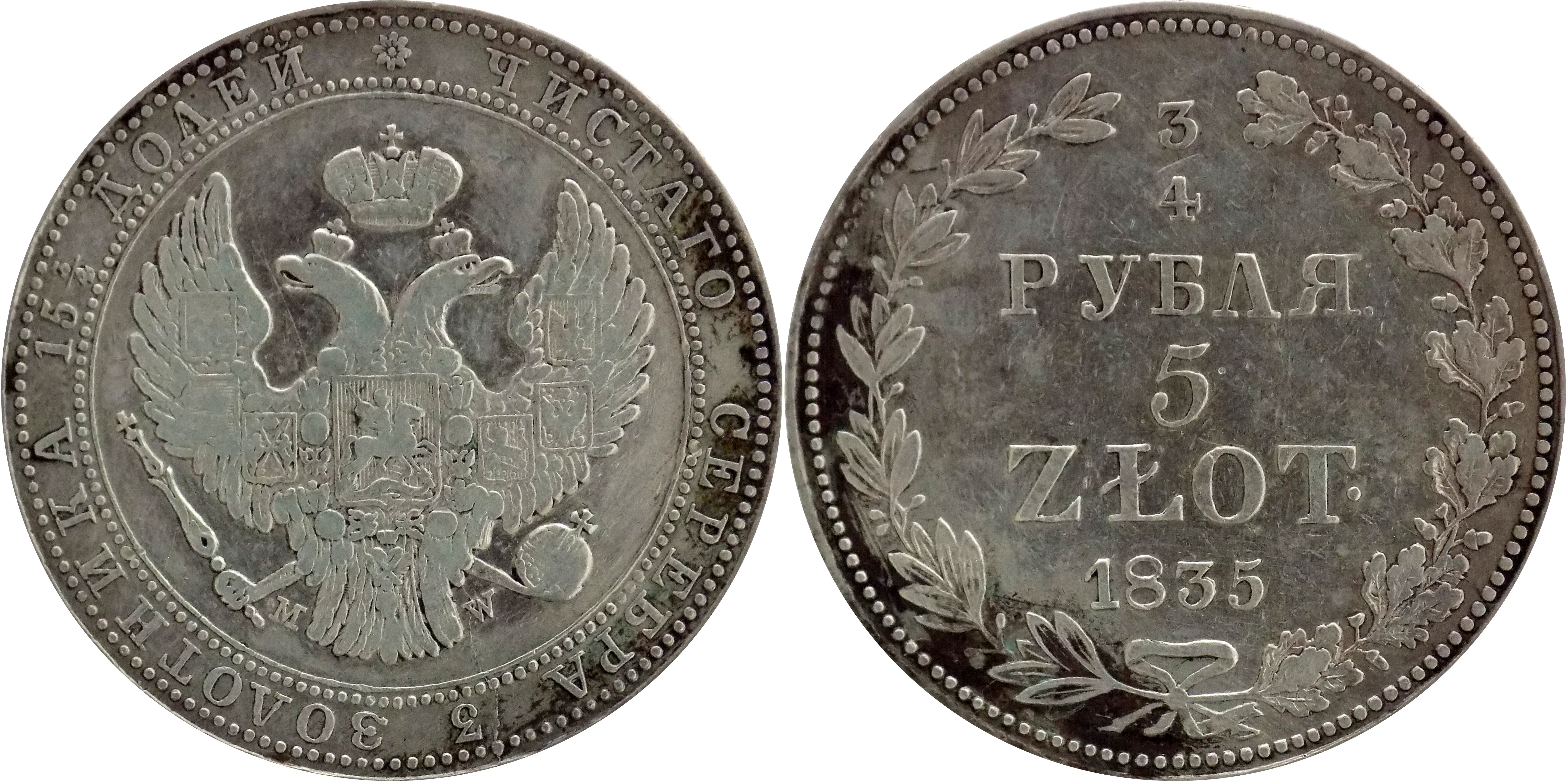
¾ rubla – 5 złotych
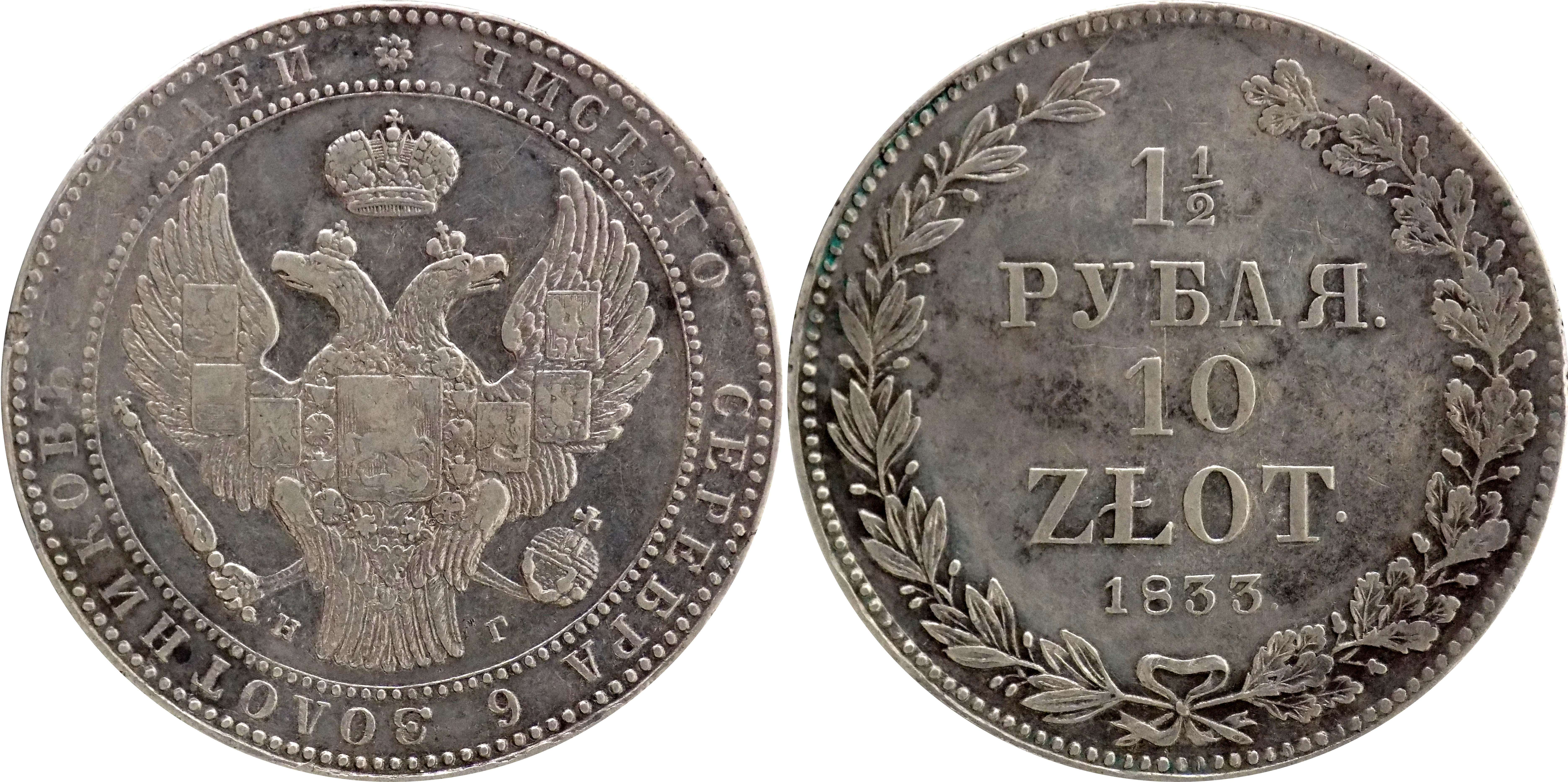
1½ rubla – 10 złotych
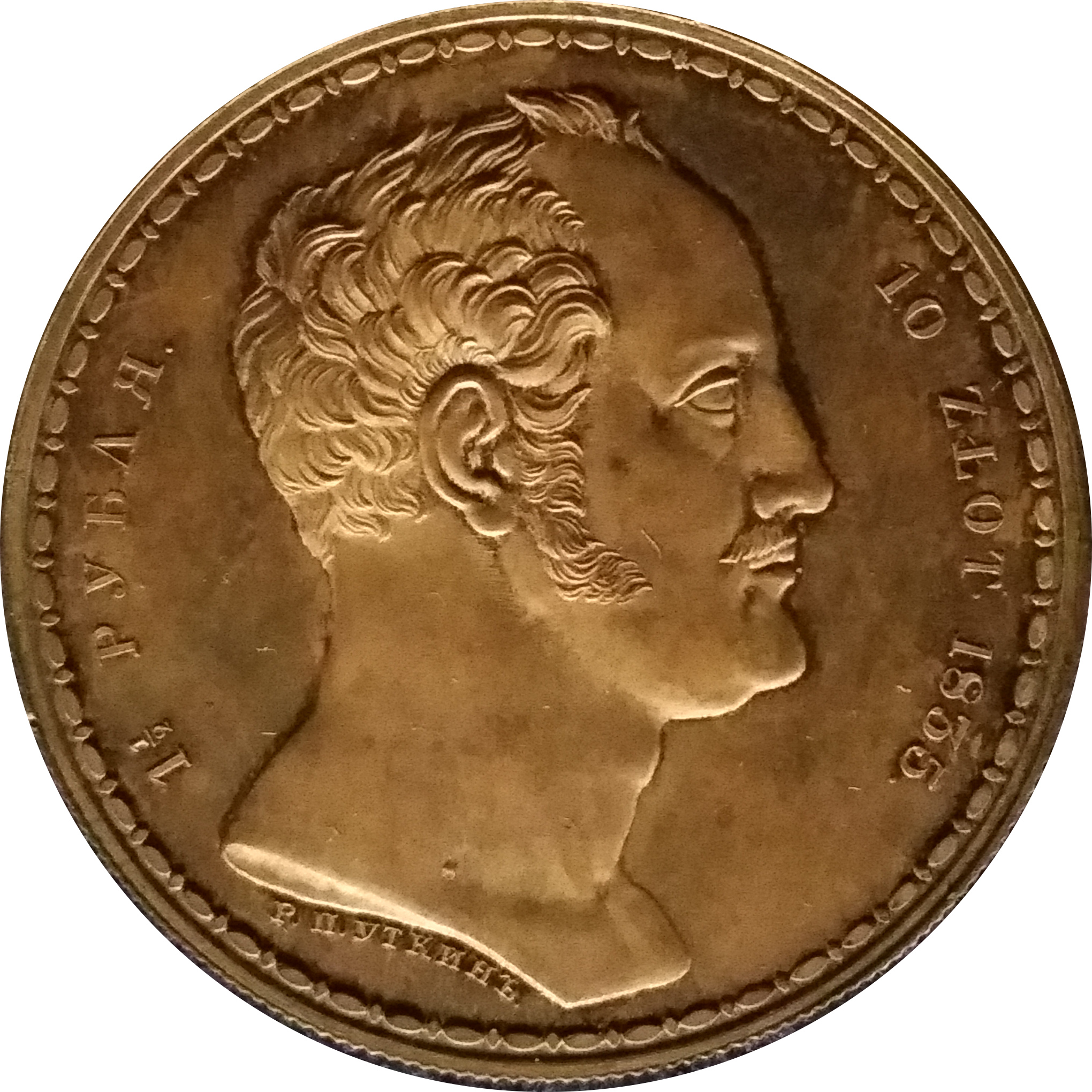
Awers okolicznościowej 1½ rubla – 10 złotych 1835
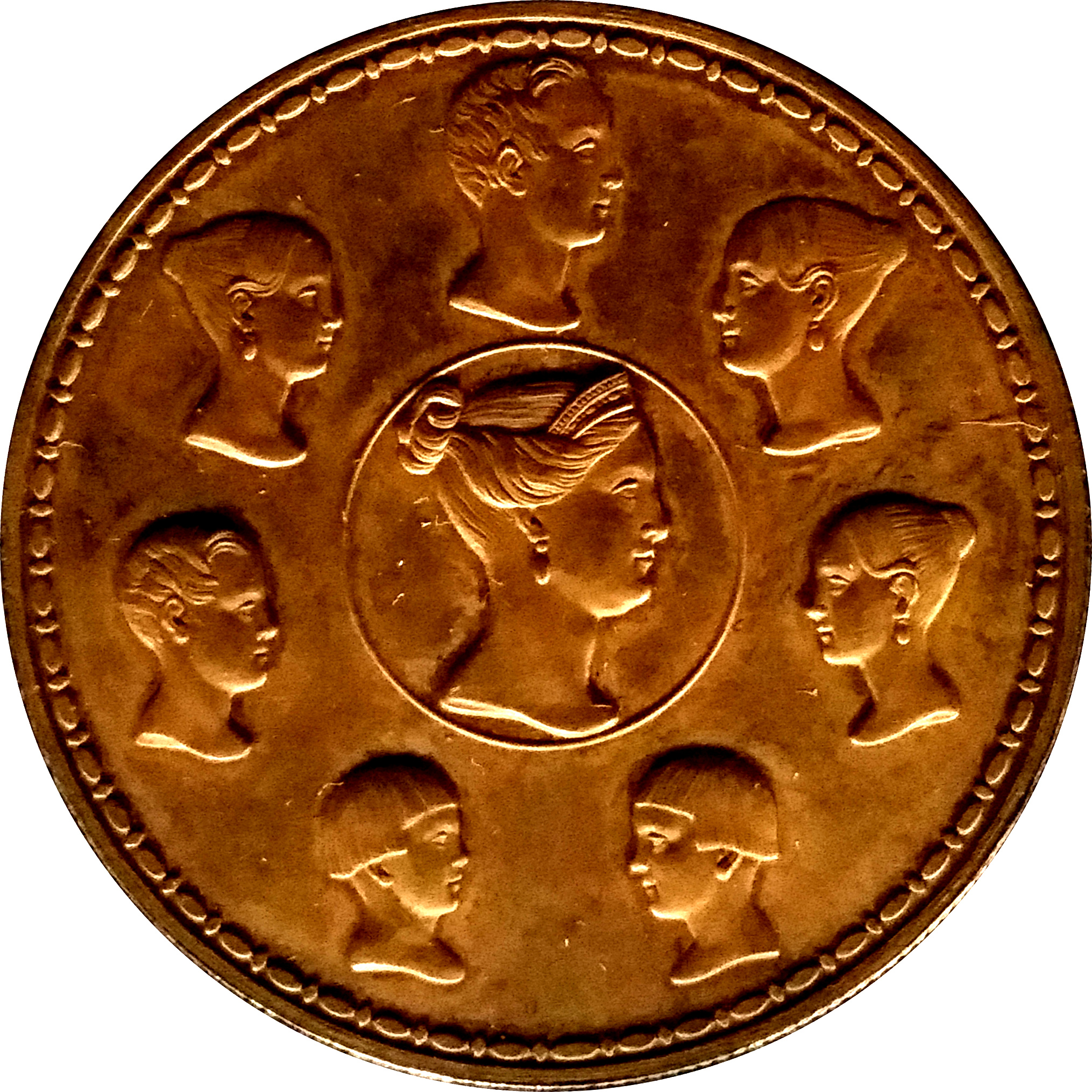
Rwers okolicznościowej 1½ rubla – 10 złotych 1836
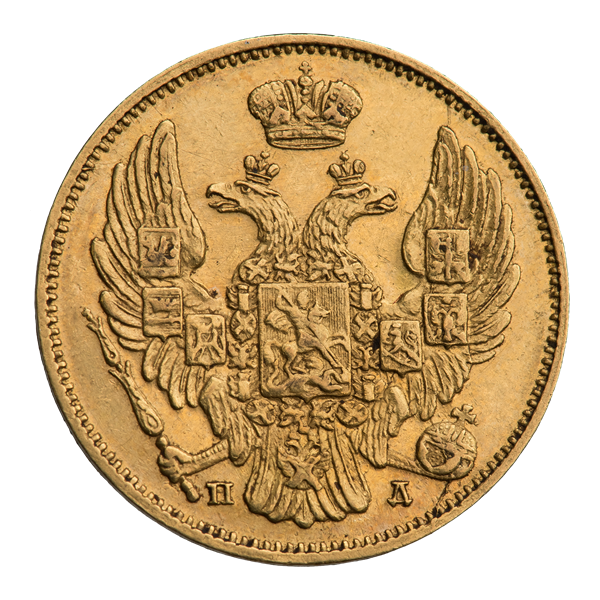
Awers 3 ruble – 20 złotych
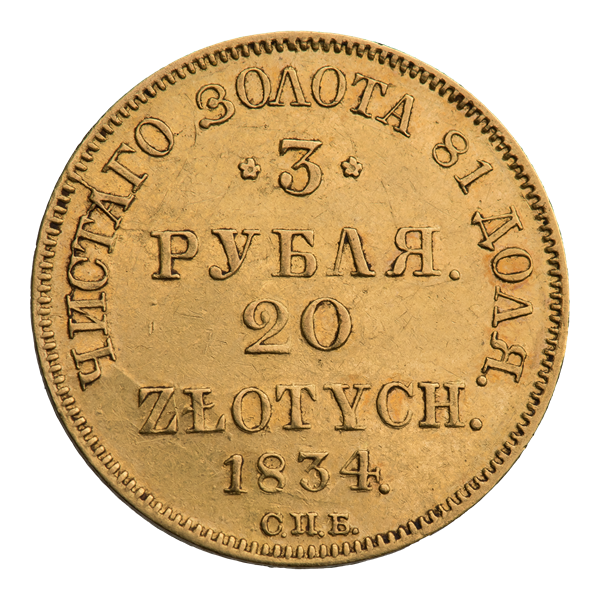
Rewers 3 ruble – 20 złotych

Pod koniec roku 1841 ujednolicono system monetarny Królestwa Kongresowego z systemem rosyjskim, co ostatecznie się stało 1 stycznia 1842 r. Podstawową jednostką monetarną przestała być złotówka a został nią rubel. Pomimo to w latach 1842–1850 wybijano i wprowadzano do obiegu dwie monety dwunominałowe:
- 20 kopiejek – 40 groszy oraz
- 25 kopiejek – 50 groszy.

Ponieważ złotówka była równa 30 groszom, więc złotowe wartości tych dwóch monet przedstawiały się 1⅓ i 1⅔ złotego odpowiednio. Lata 1842–1850 w numizmatyce polskiej określane są jako okres monet rosyjsko-polskich.
Poza monetami obiegowymi istnieją również zaliczane do okresu monet rosyjsko-polskich dwa niższe nominały, klasyfikowane w XXI w. jako próbne:
- 5 kopiejek – 10 groszy oraz
- 10 kopiejek – 20 groszy.

Dwunominałowe monety rosyjsko-polskie
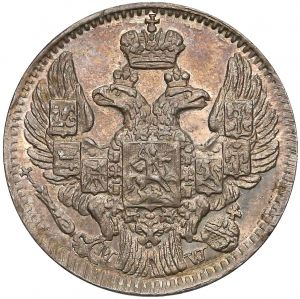
Awers 5 kopiejek – 10 groszy
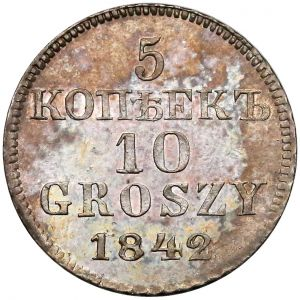
Rewers 5 kopiejek – 10 groszy
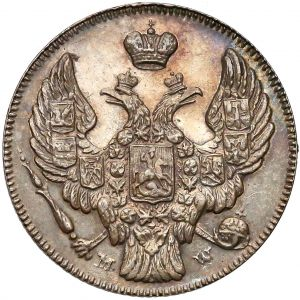
Awers 10 kopiejek – 20 groszy
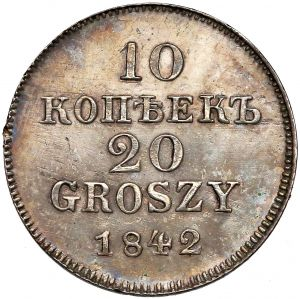
Rewers 10 kopiejek – 20 groszy
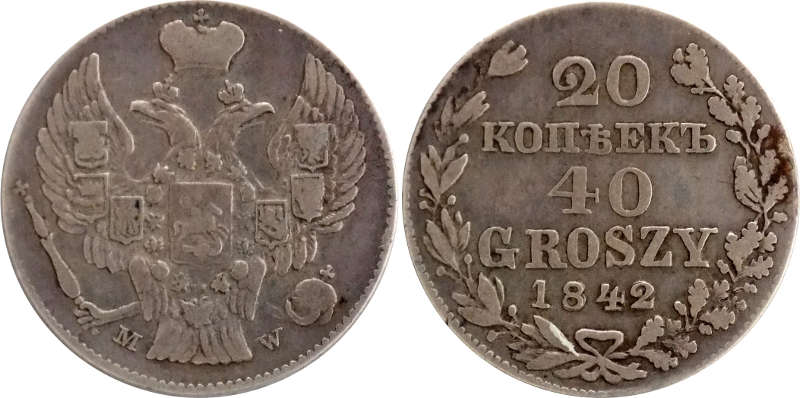
20 kopiejek – 40 groszy
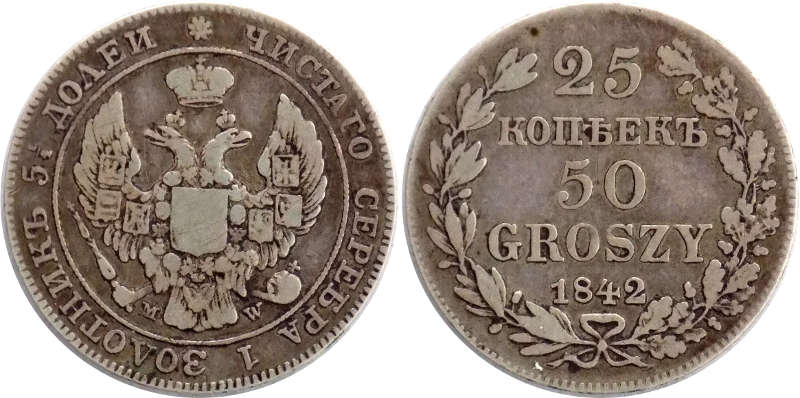
25 kopiejek – 50 groszy

## Literatura
- Adam Kuriański: Dwunominałowe monet z lat 1832–1850 bite dla Królestwa Kongresowego, Warszawa, 2018, Multi-Print, ISBN 978-83-918397-1-3